# زوج فورييه
إن زوج فورييه (بالإنجليزية: Fourier pair)‏ هو عبارة عن كميتين والذي يحولان بعضهما الآخر بواسطة تحويل فورييه.
من أمثلة أزواج الفورييه:
- زخم خطي وموضعي (أو عدد الموجة)
- الزمن والطاقة (أو التردد)
- الزخم الزاوي والزخم الموضعي الزاوي
- الشحنة والطور.